# Bienvenue à Marly-Gomont
Bienvenue à Marly-Gomont (bra: Bem-vindo a Marly-Gomont ou Bem-vindo, Doutor) é um filme de comédia dramática franco-belga de 2016 baseado na vida de Seyolo Zantoko, pai do músico Kamini. Foi coescrito por Kamini e dirigido por Julien Rambaldi. É estrelado por Marc Zinga e Aïssa Maïga. Foi lançado em 8 de junho de 2016.

## Elenco
- Marc Zinga como Seyolo Zantoko
- Aïssa Maïga como Anne Zantoko
- Bayron Lebli como Kamini Zantoko
- Médina Diarra como Sivi Zantoko
- Rufus como Jean
- Jonathan Lambert como Lavigne
- Mata Gabin como Mado
- Sylvestre Amoussou como Tio Beki
- Riton Liebman como professor de condução

## Produção
As filmagens ocorreram em Steenkerque, uma aldeia belga na entidade de Braine-le-Comte.

## Recepção

### Lançamento
O filme foi lançado em 8 de junho de 2016 na Bélgica e na França.

### Bilheteria
Na semana de seu lançamento, o filme somou 174 mil entradas na França, colocando-se em quarto lugar para lançamentos da semana. Lançado inicialmente em uma combinação de 280 cópias, esses bons resultados levaram a Mars Films, a distribuidora, a aumentar esse número para  473 cópias após duas semanas. O filme então totaliza 27% de suas admissões na Ilha de França, mesmo que originalmente fosse visto como mais destinado às províncias. Em duas semanas, o filme alcançou 300 mil entradas, seu ponto de equilíbrio para seu produtor. Na França, o filme encerrou sua exibição com 558 220 entradas.